# 신비 태웅
신비 태웅(태국어: ซินบี แตวุง, 1979년 9월 24일 ~ )은 타이의 무에타이 킥복싱 선수이자, K-1 선수로, 태웅회관 소속이다.  그는 2005년, 코마(KOMA) 그랑프리에서 임치빈을 상대로 3-2 판정승을 거둬, 우승을 차지하였다. 대한민국 대표로 참가하기도 함.

## 생애
본명은 신비 터파닥으로 1979년, 타이 남서부의 송클라 주에서 태어나, 그는 두 명의 형제와 함께 자랐다. 그가 9살이 되었을 무렵, 그의 아버지는 집에서 그들에게 무에타이를 가르쳤다.

## 같이 보기
- 무에타이
- K-1